# Ballyhaunis
Ballyhaunis (iriska: Béal Átha hAmhnais) är en ort i republiken Irland.   Den ligger i grevskapet Maigh Eo och provinsen Connacht, i den nordvästra delen av landet, 170 km väster om huvudstaden Dublin. Ballyhaunis ligger 83 meter över havet och antalet invånare är 2 312.
Terrängen runt Ballyhaunis är platt. Runt Ballyhaunis är det glesbefolkat, med 18 invånare per kvadratkilometer. Närmaste större samhälle är Claremorris, 16,3 km väster om Ballyhaunis. Trakten runt Ballyhaunis består i huvudsak av gräsmarker.